# Ист-Валли (тауншип, Миннесота)
Ист-Валли (англ. East Valley) — тауншип в округе Маршалл, Миннесота, США. На 2000 год его население составило 45 человек.

## География
По данным Бюро переписи населения США площадь тауншипа составляет 90,4 км², из которых 57,1 км² занимает суша, а 33,3 км² — вода (36,88 %).

## Демография
По данным переписи населения 2000 года здесь находились 45 человек, 19 домохозяйств и 12 семей. Плотность населения —  0,8 чел./км². На территории тауншипа расположено 27 построек со средней плотностью 0,5 построек на один квадратный километр. Расовый состав населения: 97,78 % белых и 2,22 % коренных американцев. Испанцы или латиноамериканцы любой расы составляли 2,22 % от популяции тауншипа.
Из 19 домохозяйств в 21,1 % воспитывались дети до 18 лет, в 52,6 % проживали супружеские пары, в 10,5 % проживали незамужние женщины и в 36,8 % домохозяйств проживали несемейные люди. 26,3 % домохозяйств состояли из одного человека, при том 10,5 % из — одиноких пожилых людей старше 65 лет. Средний размер домохозяйства — 2,37, а семьи — 2,67 человека.
13, 3% населения — младше 18 лет, 20,0 % — в возрасте от 18 до 24 лет, 28,9 % — от 25 до 44, 31,1 % — от 45 до 64, и 6,7 % — старше 65 лет. Средний возраст — 38 лет. На каждые 100 женщин приходилось 125,0 мужчин. На каждые 100 женщин старше 18 приходилось 116,7 мужчин.
Средний годовой доход домохозяйства составлял 26 250 долларов, а средний годовой доход семьи —  38 750 долларов. Средний доход мужчин —  33 750  долларов, в то время как у женщин — 20 833. Доход на душу населения составил 17 760 долларов. За чертой бедности находились 16,7 % семей и 17,0 % всего населения тауншипа.